# 주간고속도로 제76호선 (오하이오주-뉴저지주)
주간고속도로 제76호선 동부선(영어: Interstate 76 (east), I-76E)은 미국 동부 오하이오주 웨스트필드센터(Westfield Center) 근교에서 북동부 뉴저지주 캠던(Camden)을 잇는 총 연장 699.86km의 고속도로이다. 76호선 동부선은 연장이 700km에 근접하고 펜실베이니아 턴파이크(유료도로)의 대부분을 차지한다.
하지만 미국 서부 콜로라도주와 네브래스카주에 위치해있는 주간고속도로 제76호선과는 번호만 같을 뿐, 별개의 노선체계를 가지고 있다.